# Stenløse Sogn (Odense Kommune)

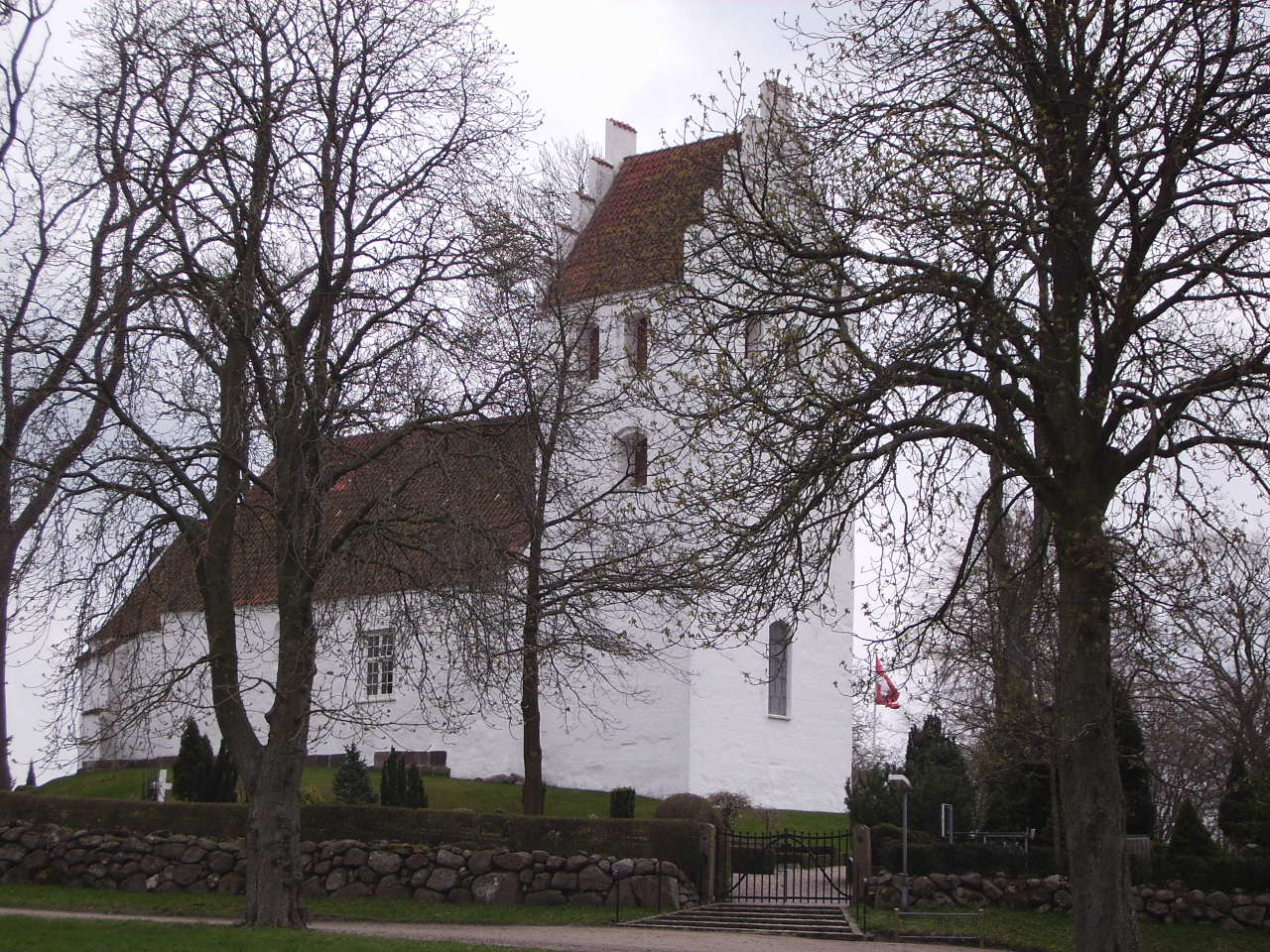
Stenløse Kirke

Stenløse Sogn ist eine Kirchspielsgemeinde (dän.: Sogn) auf der Insel Fyn (dt.: Fünen) im südlichen Dänemark. Bis 1970 gehörte sie zur Harde Odense Herred im damaligen Odense Amt, danach zur Odense Kommune im Fyns Amt, die im Zuge der  Kommunalreform zum 1. Januar 2007 Teil der Region Syddanmark geworden ist.
Im Kirchspiel leben 3591 Einwohner (Stand: 1. Januar 2023).
Im Kirchspiel liegt die Kirche „Stenløse Kirke“.
Nachbargemeinden sind im Südwesten Fangel Sogn, im Westen Bellinge Sogn, im Norden Dyrup Sogn und Hjallese Sogn und im Südosten Højby Sogn, außerdem in der südlich benachbarten Faaborg-Midtfyn Kommune Nørre Lyndelse Sogn.